# 1113 Katja
Az 1113 Katja (ideiglenes jelöléssel 1928 QC) a Naprendszer kisbolygóövében található aszteroida. Pelageja Sajn fedezte fel 1928. augusztus 15-én.